# 盆唐川
盆唐川(プンダンチョン)は、大韓民国京畿道城南市盆唐区を流れ、炭川と合流する河川である。

## 概要
主に盆唐ニュータウンの中を流れる。

## 景色
源流から少し進むと盆唐貯水池にぶつかる。この周辺に栗洞公園がある。この先からは盆唐ニュータウンの中を流れ、左右にはアパート・マンションが見渡せる。途中、盆唐中央公園の横を通る。しばらく行くと、右側に盆唐区庁が見え、さらに進むと、炭川と合流する。

## 水質
きれいである。